# Pontiac G6
Pontiac G6 je osobní automobil střední třídy vyroben koncernem General Motors pod značkou Pontiac. Bylo představeno v roce 2004 pro modelový rok 2005 a nahrazovalo Pontiac Grand Am. Vůz byl postaven na platformě GM Epsilon, kterou sdílel s dalšími vozy General Motors, např. s Chevroletem Malibu a Saabem 9-3. Výroba vozu G6 skončila v roce 2010 při zrušení celé značky Pontiac.
Název vozu je odvozen z faktu, že je nástupcem modelu Grand Am, který by, kdyby nedošlo ke změně názvu, vstoupil do šestého generačního cyklu. Ke změně názvu došlo z důvodu, že chtěl Pontiac konkurovat vozům BMW a také ujednotit názvy svých modelů. Například Pontiac G8 byl o třídu výše než G6, zatímco Pontiac G5 byl o třídu níže.

## Přehled

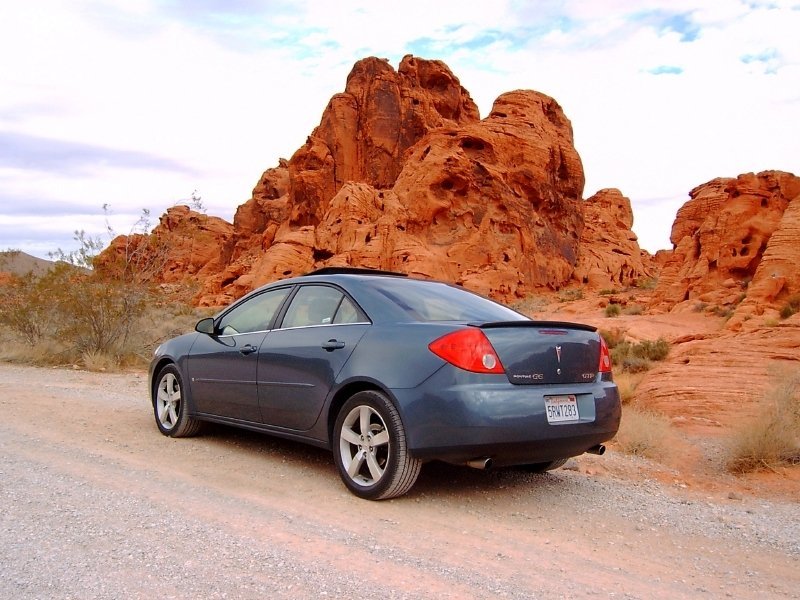
Pontiac G6 GTP sedan

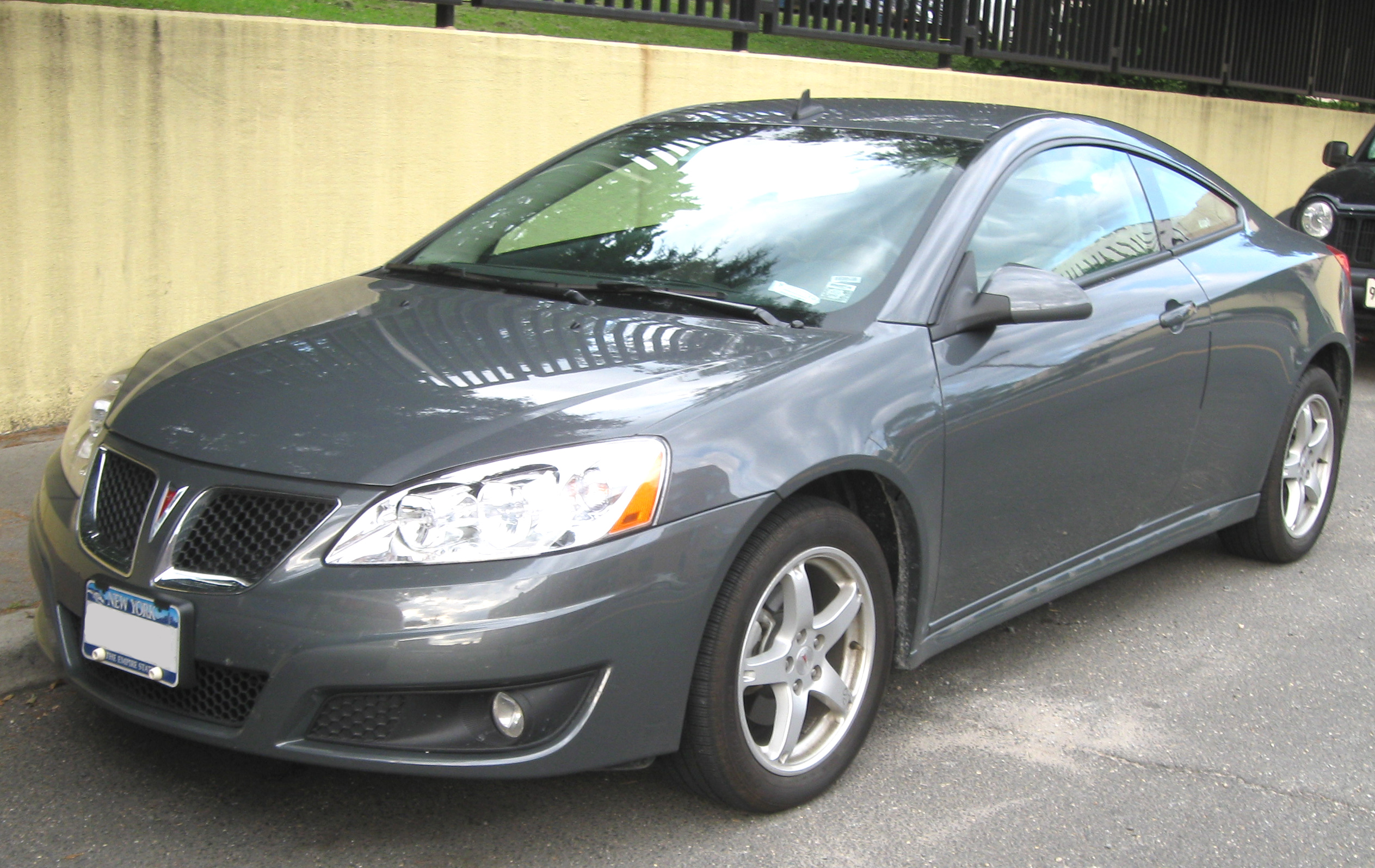
Pontiac G6 kupé

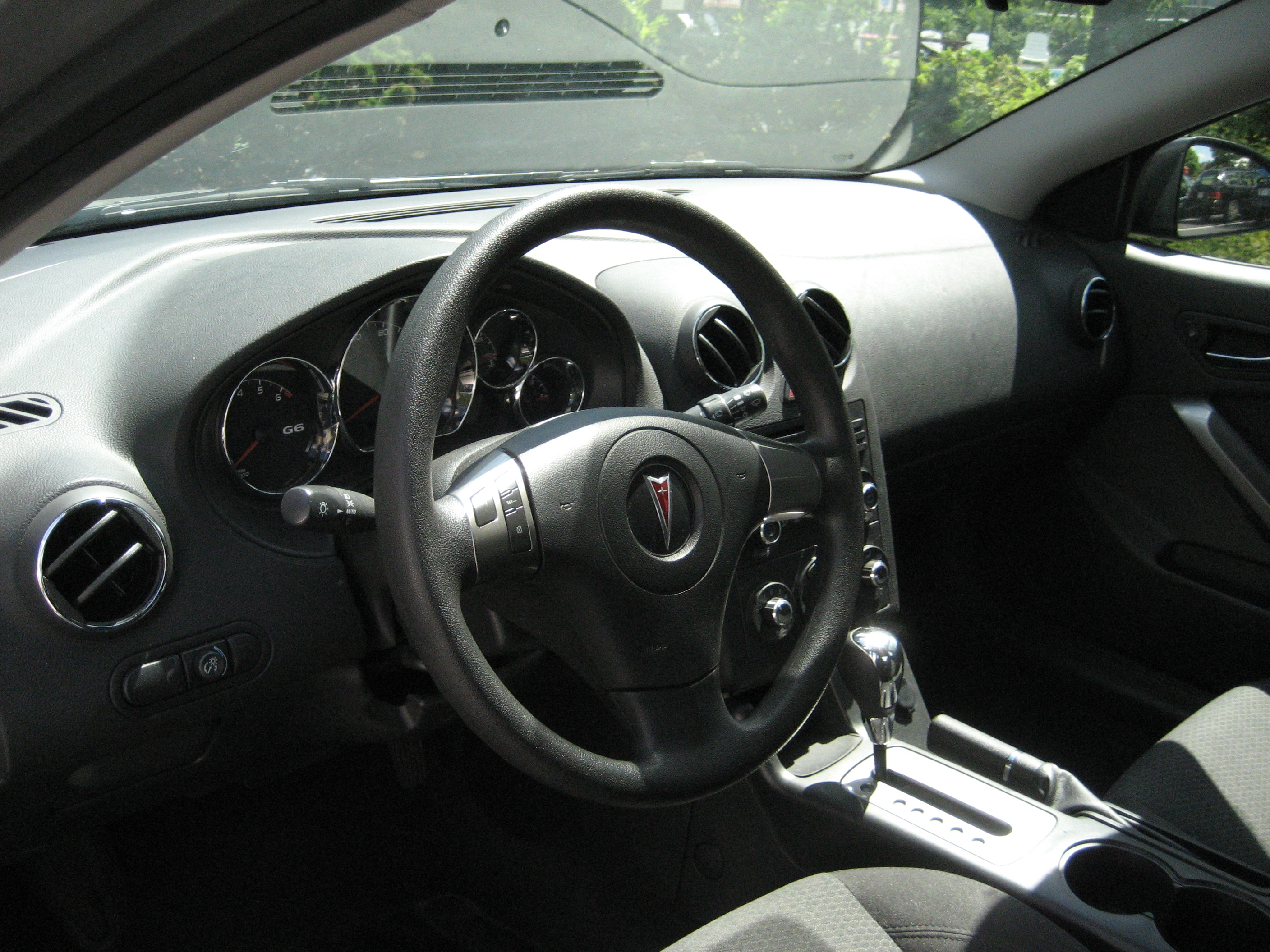
Interiér

Pontiac G6 byl poprvé představen v roce 2003 na North American International Auto Show jako koncept. Koncept používal 3,5litrový přeplňovaný motor V6, který byl schopen vyprodukovat 285 kon. Když byl G6 představen v roce 2004 už jako sériový vůz, měl dvě úrovně výbavy, základní "V6" a sportovnější "GT". Obě výbavy používaly 3,5litrový motor V6 produkující 200 koní (150kW) a čtyřstupňovou automatickou převodovku. Výbava GT byla vybavena systémem TAPshift, kde řidič mohl řadit stupně i manuálně. Byl zde také speciální "Street Edition" model, kterých bylo vyrobeno pouze 2200. Měl navíc vyhřívaná sedadla, zvukový systém Monsoon s osmi reproduktory a možností vložit 6 kompaktních disků, střešní okno, šest rychlostí, chromovou masku a označení GXP.
Výroba vozu G6 skončila na konci roku 2009, když General Motors oznámilo zrušení značky Pontiac v roce 2010 - v tomto roce se taky měly doprodat vyrobené kusy. Většina aut Pontiac se přestala vyrábět ihned po oznámení, ale po G6 byla pořád vysoká poptávka ze strany firem (G6 byly oblíbené firemní vozy), tudíž výroba pokračoval déle než u ostatních modelů.
G6 byl také nakonec poslední Pontiac, který byl kdy vyroben. Jediný kus byl jako rozloučení se značkou vyroben v roce 2010.

## Bezpečnost
IIHS udělilo G6 Dobré skóre v čelním crash testu a Přijatelné skóre v bočním crash testu, i přes fakt, že boční airbagy byly do G6 montovány až od roku 2006.

## Motorsport

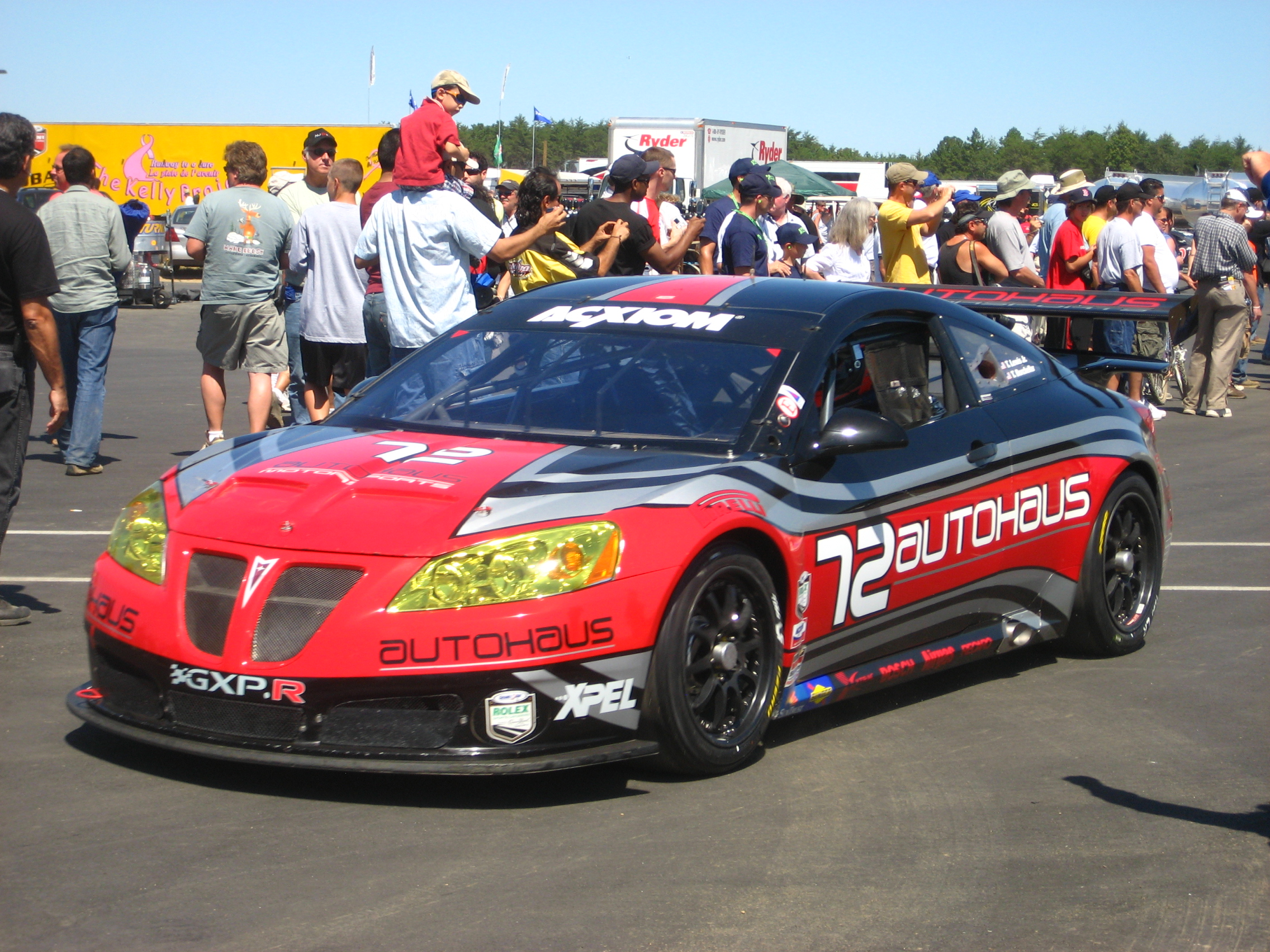
Autohaus Motorsport GXP.R používán v Rolex Sports Car Series

G6 závodil v GT třídě Rolex Sports Car Series jako náhrada za Pontiac GTO.R poté, co byla ukončena výroba GTO. Vozy jsou označovány jako GXP.Rs a postaveny konstruktérem Pratt & Miller.